# Sóos
Sóos (řec. Σόος) byl králem Sparty (pravděpodobně mytickým) přibližně na konci desátého století před Kr. V seznamech králů Sparty (v některých chybí) je zařazen jako druhý král královské rodiny Eurypontovců.
Zařazení krále Sóa do seznamu králů Sparty je sporné, protože nejstarší známé záznamy od historika Herodota se o něm vůbec nezmiňují. Existuje však i teorie se kterou vyšel anglický klasický učenec Thomas Falconer, že v záznamu, kde Herodotos vzpomíná na předky Leotychida II. nebyl zmíněn Sóos záměrně, protože mohl být bratrem Eurypóna, neboť tento záznam je rodokmenem a v něm se připomíná vždy otec. Příkladem je záznam předků Leonida I., ve kterém Herodotos vynechal ze seznamu Leónidova předchůdce na trůnu Kleomena I., protože byl jeho bratrem a ne otcem.
Záznamy od Pausania a většiny antických autorů uvádějí, že Sóos byl synem  Prokoma a otcem Eurypóna. Pro současné odborníky z řad historiků je těžké zaujmout stanovisko zda byl Sóos skutečně králem Sparty, protože pro období dějin Sparty (tj. desáté století př. Kr.), kdy měl Sóos vládnout nám chybí věrohodné záznamy. Mnozí si proto myslí, že král Sóos, jakož i králové Sparty tohoto období, patří s velkou pravděpodobností do oblasti mýtů.
Písemnosti, které zachytily něco z působení krále Sóa nám zanechal historik Plútarchos. Ve svém díle Paralelní životopisy píše, že Sóos během své vlády dobyl značnou část Arkádie a podmanil si obyvatele města Helos v Lakónském zálivu. Plútarchos zaznamenal příběh, který vypráví, jaké potíže zažil během bojů Sóos se svým vojskem na severu Arkádie v neúrodné vysočině nedaleko města Kleitor. Kraj, který se pokoušeli Sparťané dobýt byl suchý s nedostatkem vodních zdrojů. Kleitorčané, pověstní na Peloponésu svou láskou ke svobodě, bránili žíznivým Sparťanům přístupu k vodě, která byla v širokém okolí jejím jediným zdrojem. Sóos se proto dohodl s Kleitorčany, že pokud se jemu a vojsku umožní napít, opustí dobyté území Arkádie a vrátí se domů. Kleitorčané souhlasili. Spartské vojsko se z pramene napilo, ale jelikož se král Sóos i když byl sužován žízní nenapil, dohoda nebyla platná.
Svým osobním příkladem statečnosti si na vojenských výpravách získal obdiv a podle Plutarcha se stal nejvýraznější osobností z předků zákonodárce Lykurga. Navzdory této skutečnosti, píše dále Plútarchos, že královskou dynastii nepojmenovali po něm, ale po jeho synovi Eurypónovi, který upustil od absolutismu a svojí demagogií si získal přízeň lidu. Touto politikou však po sobě zanechal ve Spartě chaos a bezpráví.